# Liste der Bodendenkmale in Rhede (Ems)
In der Liste der Bodendenkmale in Rhede sind die Bodendenkmale der niedersächsischen Gemeinde Rhede (Ems) aufgeführt. Die Quelle ist der Denkmalatlas Niedersachsen.
- Bitte beachten Sie, dass diese Liste keinen Anspruch auf Vollständigkeit erhebt.
- Die Angaben ersetzen nicht die rechtsverbindliche Auskunft der zuständigen Denkmalschutzbehörde.
- Es sind nur Daten aus dem Denkmalatlas verarbeitet.
- Der Stand der Liste ist der 27. März 2025.

Rhede im Landkreis Emsland

## Allgemein
In den Spalten finden sich folgende Informationen des Bodendenkmales:
| Lage         | geographische Koordinaten                                                           |
| Bezeichnung  | Bezeichnung lt. Denkmalatlas                                                        |
| Beschreibung | Beschreibung lt. Denkmalatlas                                                       |
| ID           | Objekt-ID                                                                           |
| Bild         | Bild, ggf. zusätzlich mit Link zu weiteren Fotos im Medienarchiv Wikimedia Commons. |

## Brual
| Lage                       | Bezeichnung        | Beschreibung | ID       | Bild |
| -------------------------- | ------------------ | --- | -------- | ---- |
| 53° 6′ 17″ N, 7° 16′ 36″ O | Brual 1, Coersburg | Hügel und Reste der Wall-Graben-Befestigung sind erhalten. Die Überreste der Burg bestehen aus einem niedrigen Hügel von ca. 60 m Durchmesser, der von einer Ringgräfte umgeben ist. Dieser Graben ist von einem weiteren Wall mit äußerem Graben umgeben. Auf dem Hügel steht heute ein 1911 errichteter Bauernhof. Bei seinem Bau wurden Gewölbereste gefunden, die mit Ziegeln im Klosterformat aufgefüllt waren. | 28949829 | BW   |

## Rhede
| Lage                       | Bezeichnung         | Beschreibung | ID       | Bild |
| -------------------------- | ------------------- | --- | -------- | ---- |
| 53° 2′ 53″ N, 7° 17′ 19″ O | Rhede 18, Dorenburg | In den 1930er Jahren wurde eine kreisrunde Erhebung von 50 m Dm. entdeckt. Die Tiefe des umlaufenden Grabens unter Hügelhöhe. wurde mit 1,3 m angegeben, seine Breite mit 5 m. Vor dem Graben war eine Umwallung von 10 bis 14 m Breite zu erkennen. Eine damals vorhandene feste Überbrückung nach Osten sei neueren Datums. Das Gelände war Überschwemmungsgebiet. Während einer Begehung wurde festgestellt, dass die Hügelkuppe als Rest der Burgstelle noch im Ackerland vorhanden ist. Aufgrund von Trocken- und Feuchtmerkmalen ist die Burgstelle gut zu beschreiben, auch wenn das westliche Drittel durch Buschbewuchs verdeckt ist. Interpretiert man die dunklen, feuchten Zonen als Gräben und die hellen als Aufschüttung für den Burgplatz, Wälle bzw. Dämme so ergibt sich folgendes Bild: Um den flachen Hügel, ein aberundestes Viereck von ca. 40 × 50 (von SW nach NO), verläuft ein 5 bis 6 m breiter Graben, davor als helle Zone ein umlaufender Wall 4 bis 6 m breit und ein weiter schmaler Graben 2 bis 4 m breit, dem wiederum außen ein schmaler Vorwall oder Damm vorgelagert ist. | 28905973 | BW   |